# Sverre Andersen (calciatore 1893)
Sverre Andersen (21 marzo 1893 – 14 giugno 1947) è stato un calciatore norvegese, di ruolo attaccante.

## Carriera

### Club
Andersen giocò con la maglia dell'Odd.

### Nazionale
Conta 2 presenze per la Norvegia. Esordì il 26 ottobre 1913, nel pareggio per 1-1 contro la Svezia.